# Frisind
Frisind betegner en fordomsfri og tolerant indstilling og tankegang. Frisind blev udpeget som en af de 10 vigtige danske værdier, der indgik i den officielle Danmarkskanon, som blev offentliggjort af den danske regering i 2016.

## Frisind i Danmarkskanonen
I 2016 udnævnte regeringen en særlig Danmarkskanon med 10 danske værdier. Én af de 10 værdier var frisind med den forklarende tekst "Frisindet bygger på en præmis om, at alle mennesker skal have ret til at bestemme over deres eget liv. At udvise frisind betyder at have en fordomsfri og tolerant indstilling og tankegang".

## Det grundtvigske frisind
Indenfor den danske grundtvigske tradition skelner flere grundtvigianere skarpt mellem tolerance og frisind. Skillelinjen blev formuleret af højskolelærer Holger Kjær fra Askov Højskole, der i 1961 skrev bogen Tolerance eller frisind? Kjær skelnede med udgangspunkt i Grundtvigs skrifter mellem den forskels-udjævnende tolerance og det forskels-accepterende frisind og mente, at kampen for tolerance ofte endte i intolerance. Ifølge højskolemanden og Venstre-politikeren Bertel Haarder står tolerance for en holdningsløs ligegyldighed, mens frisind forudsætter mennesker med stærke holdninger, som kan være stærkt uenige i andres holdninger og give udtryk for dette, men samtidig acceptere, at disse andre må have den samme ret med modsat fortegn.

## Politisk bibetydning
Ordet frisind har især tidligere haft en politisk biklang i retning af at have sympati for fremskridtet og for liberalisme. Flere politiske partier i Skandinavien har haft "frisindet" som en del af deres navn. Det gælder det svenske Frisinnade landsföreningen, senere blandt andet kaldt Frisinnade folkpartiet (i dag Liberalerna), som var et dominerende parti i Sveriges politik i begyndelsen af 1900-tallet samt det norske Frisinnede Venstre.

## Seksualpolitisk bibetydning
Ordet frisind bruges i seksualpolitiske sammenhænge til at betegne modsætningen til en puritansk og snerpet holdning. Det nævnes således som et tegn på det danske frisind, at Danmark var det første land til at frigive pornografi og det første land, der vedtog, at homoseksuelle kan indgå i et registreret partnerskab.